# ChEBI
ChEBI (Chemical Entities of Biological Interest) – baza danych substancji chemicznych o znaczeniu biologicznym. ChEBI dostępna jest bezpłatnie poprzez stronę WWW w języku angielskim, francuskim, hiszpańskim, niemieckim i rosyjskim. Pozwala wyszukiwać pierwiastki, związki chemiczne, jony, pary jonowe, rodniki, związki kompleksowe i konformery według różnych kryteriów, takich jak nazwa, numer CAS, SMILES, wzór sumaryczny lub strukturalny (za pomocą wtyczki Java). Udostępnia podstawowe informacje o danej substancji oraz odnośniki do innych baz danych. Baza ChEBI prowadzona jest przez European Bioinformatics Institute działający w ramach European Molecular Biology Laboratory (EMBL).